# Compsocerini
Tribu
Synonymes
- Compsocérides Thomson, 1864[1]
- Compsocerinae Thomson, 1864[1]
- Compsoceritae Thomson, 1864[1]
- Rosaliina Fairmaire, 1864[1]
- Rosaliini Fairmaire, 1864[2]
- Rosaliites Fairmaire, 1864[1]

Les Compsocerini sont une tribu de coléoptères de la sous-famille des Cerambycinae (famille des Cerambycidae).

## Systématique
La tribu des Compsocerini est attribuée, en 1864, à l'entomologiste américain James Thomson (1828-1897).

## Liste des genres
Selon BioLib (30 juin 2022) :
- genre Acabyara Napp & Martins, 2006
- genre Achenoderus Napp, 1979
- genre Acoremia Kolbe, 1893
- genre Acrocyrtidus Jordan, 1894
- genre Aglaoschema Napp, 1994
- genre Callichromopsis Chevrolat, 1863
- genre Caperonotus Napp, 1993
- genre Chaetosopus Napp & Martins, 1988
- genre Chlorethe Bates, 1867
- genre Compsoceridius Bruch, 1908
- genre Compsocerus Lacordaire, 1830
- genre Compsopyris Dalens, Touroult & Tavakilian, 2010
- genre Cosmisomopsis Zajciw, 1960
- genre Cosmoplatidius Gounelle, 1911
- genre Dilocerus Napp, 1980
- genre Ecoporanga Napp & Martins, 2006
- genre Eduardiella Holzschuh, 1993
- genre Eurybatus Thomson, 1860
- genre Evgenius Fåhraeus, 1872
- genre Goatacara Napp & Martins, 2006
- genre Holosphaga Aurivillius, 1916
- genre Hylorus Thomson, 1864
- genre Luteicenus Pic, 1922
- genre Maripanus Germain, 1898
- genre Mimochariergus Zajciw, 1960
- genre Mombasius Bates, 1879
- genre Orthostoma Lacordaire, 1830
- genre Platycyrtidus Vives & Niisato, 2011
- genre Protuberonotum Barriga & Cepeda, 2004
- genre Pseudocallidium Plavilstshikov, 1934
- genre Rosalia Audinet-Serville, 1833
- genre Upindauara Napp & Martins, 2006
- genre Villiersocerus Lepesme, 1950